# Valsequillo
Valsequillo – gmina w Hiszpanii, w prowincji Kordoba, w Andaluzji, o powierzchni 121,82 km². W 2011 roku gmina liczyła 399 mieszkańców.